# 崔郁
崔郁（1956年11月—），女，汉族，河北满城人，中华人民共和国政治人物，曾任中华全国妇女联合会副主席、书记处书记，中华全国总工会副主席（兼）。

## 生平
2013年10月20日，中国工会第十六次全国代表大会在北京召开，选举产生284名执行委员和执行委员会。10月21日，中华全国总工会第十六届执行委员会第一次全体会议选举她出任副主席。